# Horní Meziříčko
Horní Meziříčko là một làng thuộc huyện Jindřichův Hradec, vùng Jihočeský, Cộng hòa Séc.